# Beinn Direach
Beinn Direach är ett berg i Storbritannien.   Det ligger i kommunen Highland och riksdelen Skottland, i den norra delen av landet, 800 km norr om huvudstaden London. Toppen på Beinn Direach är 682 meter över havet, eller 142 meter över den omgivande terrängen. Bredden vid basen är 1,6 km.
Terrängen runt Beinn Direach är huvudsakligen kuperad.  Trakten runt Beinn Direach är nära nog obefolkad, med mindre än två invånare per kvadratkilometer. Trakten runt Beinn Direach består i huvudsak av gräsmarker.